# Château de Gazon
Le château de Gazon est un château situé dans la commune de Pocé-les-Bois, dans l'est du département français d'Ille-et-Vilaine, région Bretagne.

## Localisation
Le château se situe au lieu-dit de Gazon, au nord de la commune de Pocé-les-Bois. Il se trouve le long du ruisseau de Gazon, à son embouchure dans l’étang de la Cantache crée en 1995. Le sentier de grande randonnée 37 passe au pied du château.

## Historique
Il fait l’objet d’une inscription au titre des monuments historiques depuis le 5 juin 1992.